# Чивидали-дель-Фриули
Чивидали-дель-Фриули — город, расположенный в регионе Фриули-Венеция-Джулия, Северная Италия, в 15 км по железной дороге от города Удине, являющемся административным центром провинции . Город находится в предгорьях восточных Альп, на реке Натисоне, вблизи к словенской границе. Сегодня это тихий, маленький город, который привлекает туристов благодаря его средневековому образу.

## История города
Чивидали был основан как римский муниципий римским императором Юлием Цезарем. Хотя археологические раскопки показали, что данное место уже было основано ранее Венетами и Кельтами. В 568 году город был оккупирован королём лангобардов Альбоином. Чивидали становится столицей нового сформировавшегося Лангобардского королевства.
В 1420 году города был захвачен Республикой Венеция.
После завершения наполеоновских войн Чивидали становится городом королевства Италия (1866 г.)

## Главные достопримечательности
Историческим центром города является Piazza del Duomo, на который находиться Археологический Национальный музей. Город разделен рекой Натисоне на две части и соединен Дьявольским мостом, построенным в XV веке. Очень известен так называемый Celtic Hypogeum — подземный ряд залов, вырезанных в скале с древних времен. Предназначение данного объекта до сих пор остается загадкой. По одной из версий — это кельтский погребальный памятник, по другой — римская тюрьма.
Конвитто Национале Паоло Дьяконо - учебное заведение в здании бывшего монастыря. Очень красивое архитектурное сооружение.
Мост Дьявола - главный мост в городе. Его возникновение описывается в легенде. "Однажды жителям города захотелось построить мост. Дьявол предложил свою помощь, но взамен попросил первую душу, которая пройдёт по мосту. Горожане долго думали, но согласились. Обязательства дьявол выполнил. А хитрые итальянцы пустили по мосту собаку..."